# 말콤 브라운
말콤 브라운(영어: Malcolm Browne, 1931년 4월 17일 ~ 2012년 8월 27일)은 미국의 기자이자 사진가이다. 1963년에 촬영한 베트남의 승려 틱꽝득의 소신공양 모습을 담은 사진으로 올해의 보도 사진에 선정되었다.

## 어린 시절
브라운은 뉴욕에서 태어나고 자랐다. 그의 어머니는 독실한 퀘이커 교도였고, 그의 아버지는 로마 가톨릭 신자인 건축가였다. 브라운은 유치원부터 12학년까지 맨해튼에 있는 퀘이커 학교인 프랜즈 신학대학에 다녔다. 그는 나중에 펜실베이니아에 스와스모어 칼리지에서 화학을 공부했다.

## 경력
말콤 브라운은 6.25 전쟁에 미군으로 징집되어 첫 취재 경험을 시작했다. 그는 스타스 앤 스트라이프스의 태평양판에 배정되어 2년 동안 일했으며 뉴욕주 미들타운의 지역지인 Times Herald-Record에서 근무한 후, AP 통신에 들어갔다. 그는 1959년부터 1961년까지 볼티모어에서 일했으며, 이때 인도차이나 반도의 수석 특파원이 되었다. 1963년 6월 11일, 브라운은 응오딘지엠이 이끄는 남베트남 정부의 불교 법난에 항의하여 사이공의 번화가 교차로에서 분신한 베트남 승려 틱꽝득의 죽음을 담은 유명한 사진을 찍었으며 이 사진으로 퓰리처상 국제 보도 부문을 수상했다. 이후 여러 기관에서 많은 채용 제의를 받았고 결국 1965년 AP를 떠났다.

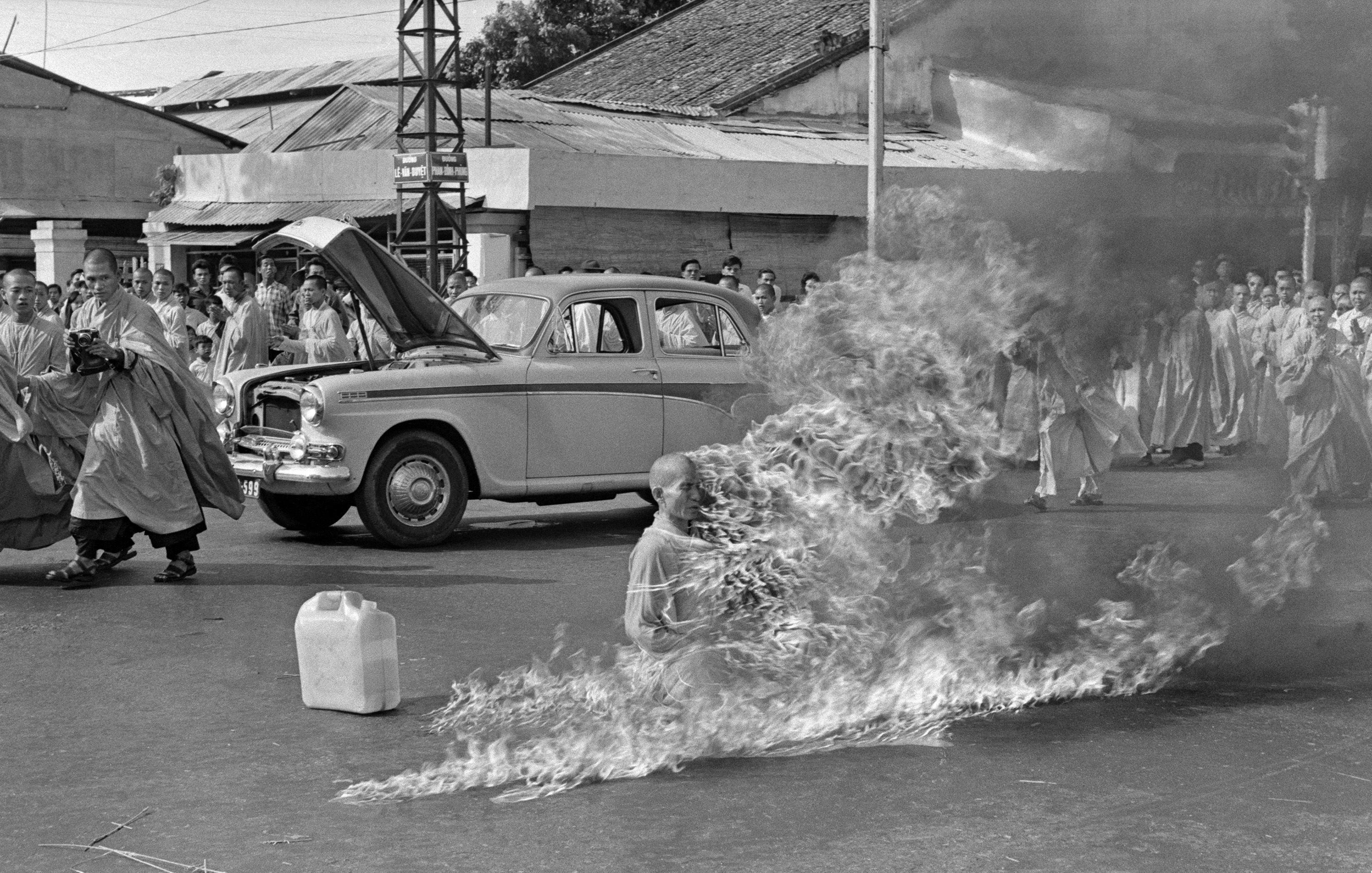
"나는 계속해서 찍고 또 찍고 또 찍었다. 계속해서 사진을 찍는 것만이 그 일의 공포로부터 나를 보호해줬다." - 1963년 6월 11일, 소신공양하는 틱꽝득을 촬영한 후, 말콤 브라운.

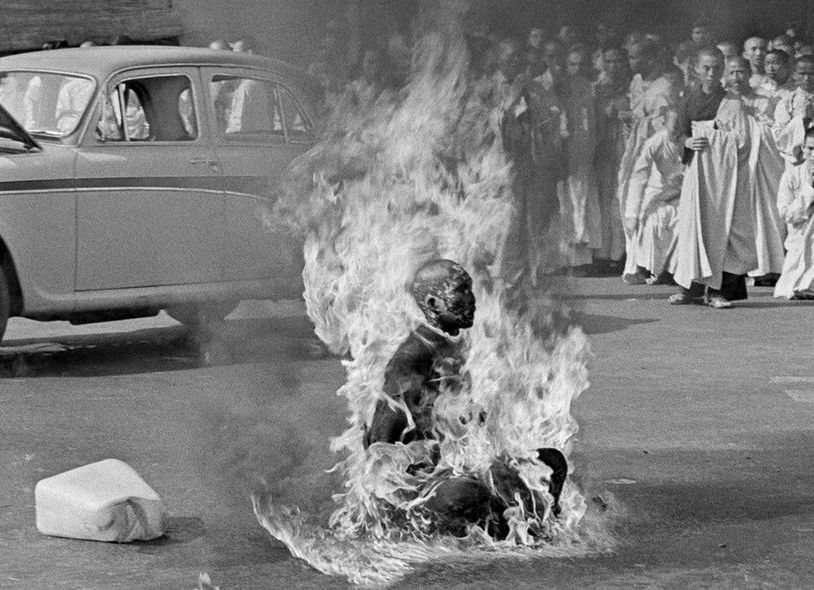
다른 각도에서 촬영한 틱꽝득

이후 브라운은 약 1년 동안 ABC에서 근무했지만 TV 언론직에 만족하지 못하고 몇 년 동안 프리랜서로 일했다. 그는 컬럼비아 대학교에서 외교 관계 위원회와 1년간 협력하기도 했으며 1968년엔 뉴욕타임스에 입사하여 1972년 남미 특파원으로도 활동했다. 언론인이 되기 전 화학자로 일했던 말콤 브라운은 1977년에 과학 전문 기자가 되어 과학 잡지인 디스커버의 편집장을 역임했다. 1985년, 브라운은 다시 타임지로 돌아왔고, 1991년에는 걸프전을 취재했다.

## 개인사
말콤 브라운은 영국의 작가 오스카 와일드의 먼 친척이기도 했다. 그의 어머니는 평화주의적 견해를 공언하고 퀘이커 공동체에 속해 있었으며, 그의 아버지는 천주교도 건축가였다.
브라운은 세 번 결혼했는데, 1961년에 사이공 정부 정보부에서 근무하던 세 번째 부인을 만나 두 명의 자녀를 두었다.

## 사망
브라운은 2012년 8월 27일 해노버에서 파킨슨병 합병증으로 81세의 나이로 사망했다.